# امانوئل ۲
این فیلم اقتباسی از کتاب امانوئل (رمان) است.
امانوئل۲ (انگلیسی: Emmanuelle ۲) (معروف به امانوئل: لذات زنانه، با عنوان اصلی Emmanuelle: L'anti vierge) یک فیلم رومانتیک و شهوانیِ سافتکور به کارگردانی فرانسیس جاکوبتی است که در سال ۱۹۷۵ منتشر شد. از بازیگران آن می‌توان به سیلویا کریستل، اومبرتو اورسینی و کاترین ریوه اشاره کرد.
این فیلم اقتباسی است از رمان امانوئل: لذات زنانه اثر امانوئل آرسان، که در سال ۱۹۶۷به رشته تحریر درآمده است.

## داستان فیلم
«امانوئل» برای ملاقات همسرش «ژان» که مهندسی خبره و تیتر یک روزنامه است؛ و در حالی که دو ماه از دوری آنها از هم می‌گذرد؛ عازم هنگ کنگ می‌شود. او که بلیت فرست کلاس برای خود تهیه کرده‌است؛ با راهنمایی کاپیتان به بخش خوابگاه عمومی زنانه راهنمایی می‌شود؛ و به دلیل اشتباه در صدور بلیت، اعتراض او فایده ای ندارد.
شب هنگام؛ همسفر تخت مجاور امانوئل، داستان تجاوز و برداشته شدن بکارتش را در ۱۶ سالگی، توسط سه دختر فلیپینی در کتابخانه ای در ماکائو برای او تعریف می‌کند. امانوئل که این داستان را نیاز وی برای ارگاسم تلقی می‌کند؛ با او لز می‌کند.
امانوئل به مقصد می‌رسد و ژان را ملاقات می‌کند؛ و با «کریستوفر» که جانش را مدیون ژان است؛ و به خاطر مشکلی در خانه او زندگی می‌کند، آشنا می‌شود. امانوئل درخواست رابطه ای پرحرارت از ژان می‌کند و با همبستر شدن با او، به عشق بازی می‌پردازند.
امانوئل ازتجربیات خود در کشتی می‌گوید؛ و ژان از آشنایی و رابطه با دختری به نام «لورا»، در دریا می‌گوید. لورا آنها را برای مهمانی دعوت می‌کند. امانوئل صبحانه ای خاص سفارش می‌دهد و با تشبیه ژان به غورباقه ای پرکار که با ویژگی‌های خاصش پری دریایی “لورا ” را محسور خودش کرده‌است؛ به ژان طعنه می‌زند.
امانوئل که مجذوب زیبایی و جذابیت کریستوفر شده‌است؛ با اجازه ژان، برای خرید با او بیرون می‌رود. امانوئل طب سوزنی را تجربه می‌کند و در خلسه، خود را در رابطه با کریستوفر می‌بیند؛ و خودارضایی می‌کند.
در مهمانی لورا و بعد از نمایش رقص آسیایی، امانوئل با «آناماریا» که جوان و باکره است، آشنا می‌شود؛ وبرای ملاقات با او در کلاس باله، باهم قرار می‌گذارند. در اتاق انتظار کلاس باله، امانوئل به نعیم که مردی سیاه‌پوست و مربی آناماریا است؛ اجازه هم آغوشی می‌دهد. آنها به دیدن مسابقه چوگان به باشگاه سوارکاری می‌روند. امانوئل که تماسی از ژان دارد، در رختکن با بازیکن چوگان که خالکوبی‌هایی عجیب دارد، همبستر می‌شود.
“ آناماریا که شاهد تمام ماجرا است؛ با تعجب از ژان دربارهٔ چگونگی رابطهٔ باز او با امانوئل می‌پرسد؛ و ژان می‌گوید که امانوئل حق انتخاب دارد و زنی آزاد است؛ و او حقی بیشتر بر وی ندارد. ژان توضیح می‌دهد که آنها تفریح می‌کنند و در این زمینه ژان برتری خاصی برای محدود کردن امانوئل ندارد. از نظر ژان سکس و رابطه باز اصلاً خطرناک نیست و در حقیقت، دروغ در عشق و اجبار به زندگی بدون عشق، صدمه زننده است؛ حتی اگر این موضوع را بتوان مخصوصاً نادیده گرفت. ”
ژان و امانوئل از آناماریا برای رفتن به حمام و گرفتن ماساژ، دعوت به همراهی می‌کنند؛ و لحظات خاصی را تجربه می‌کنند؛ و سپس از او برای دیدن مراسمی خاص در بالی، دعوت می‌کنند.
در تماسی تلفنی پیش از سفر، امانوئل متوجه می‌شود کریستوفر در خطر افتاده و با جستجو، او را در «کاباره باغ یشم» که پاتوق ملوانان است؛ و در حال اجاره کردن دختران با چیپ‌های کازینو، می‌یابد. کریستوفر که می‌خواهد فردا آنجا را ترک کند، از او درخواست همراهی می‌کند؛ اما امانوئل که می‌خواهد باغ یشم را تجربه کند، می‌ماند؛ و با فلش بک و در صحبت امانوئل با ژان می‌فهمیم، که او رابطه ای ۴ نفره داشته‌است.
در بالی و پس از مراسم، امانوئل که متوجه علاقه ژان به آناماریا شده‌است؛ نظر او را دربارهٔ آناماریا می‌پرسد و ژان که در حال دوش گرفتن است؛ می‌گوید که به او علاقه ای ندارد ولی بلافاصله می‌گوید که دروغ گفته‌است؛ و او دختری جذاب می داند که به شدت او را تحت تأثیر قرار داده‌است. امانوئل با هماهنگی آناماریا، ژان را سورپرایز می‌کنند و با همبستر شدن با هم و در حال عشق بازی به باکرگی آناماریا پایان می‌دهند.